# Steinbach (Selz)
Der Steinbach ist ein gut 3 Kilometer langer, westlicher und linker Zufluss der Selz.

## Geographie

### Verlauf
Der Steinbach entsteht westlich von Offenheim  auf einer Höhe von etwa 226 m ü. NHN in einem Feld am Westhang des Geiersbergs (231 m ü. NHN). 
Zum Ortsrand hin fließt er durch eine Kleingartensiedlung in Richtung des Alzeyer Stadtteils Weinheim. Zwischen Offenheim und Weinheim nimmt er den wesentlich längeren Weidenbach von links auf. Dieser entsteht aus mehreren (die meiste Zeit wasserlosen) Gräben unterhalb von Bechenheim. Durch Weinheim fließt er unterirdisch und tritt erst wieder hinter dem Spielplatz (in der Nähe des St. Gallus-Hauses) zu Tage, um dort den von links kommenden Riedbach aufzunehmen. 
Kurz hinter Weinheim mündet der Steinbach an der Poppenschänke von links in die Selz. Diese führt hier etwa gleich viel Wasser wie der Steinbach.

### Zuflüsse
- Weidenbach (links), 2,8 km, 6,34 km²
- Riedbach (links), 1,6 km, 3,95 km²